# Sinfonia n. 8 (Mozart)
La Sinfonia n. 8 in Re maggiore K 48 di Wolfgang Amadeus Mozart è datata 13 dicembre 1768.
Fu composta a Vienna, in un momento in cui la famiglia Mozart sarebbe già dovuta essere di ritorno a Salisburgo. In una lettera a un suo amico di Salisburgo, Lorenz Hagenauer, Leopold Mozart spiega il ritardo con queste parole: "non abbiamo potuto concludere i nostri affari prima, anche se ho tentato strenuamente di farcela."
La partitura autografa della Sinfonia n. 8 è oggi conservata a Berlino nella Biblioteca di Stato.

## Struttura
L'organico prevede due oboi, due corni, due trombe, timpani e archi. La presenza delle trombe e dei timpani è inusuale per le sinfonie giovanili di Mozart. La sinfonia è stata descritta come "opera cerimoniale".
È composta da quattro movimenti:
1. Allegro, 3/4
2. Andante, 2/4
3. Minuetto e Trio, 3/4
4. Molto allegro, 12/8

Il primo movimento inizia con note discendenti dei violini, seguite da rapide scale. Queste figure sono alternativamente create dagli archi e dai fiati.
L'Andante è suonato solo dagli archi e inizia con uno stretto intervallo melodico che si espande verso la fine.
Il Minuetto è un movimento caratterizzato da rapidi passaggi degli archi, e include la presenza di trombe e timpani, ad esclusione del Trio.
Il movimento finale è una giga, il cui tema principale non termina la sinfonia come invece sarebbe usuale.